# Mesochorus maculitibia
Mesochorus maculitibia är en stekelart som beskrevs av Costa Lima 1950. Mesochorus maculitibia ingår i släktet Mesochorus och familjen brokparasitsteklar. Inga underarter finns listade i Catalogue of Life.